# St. Ulrich (Alpen)

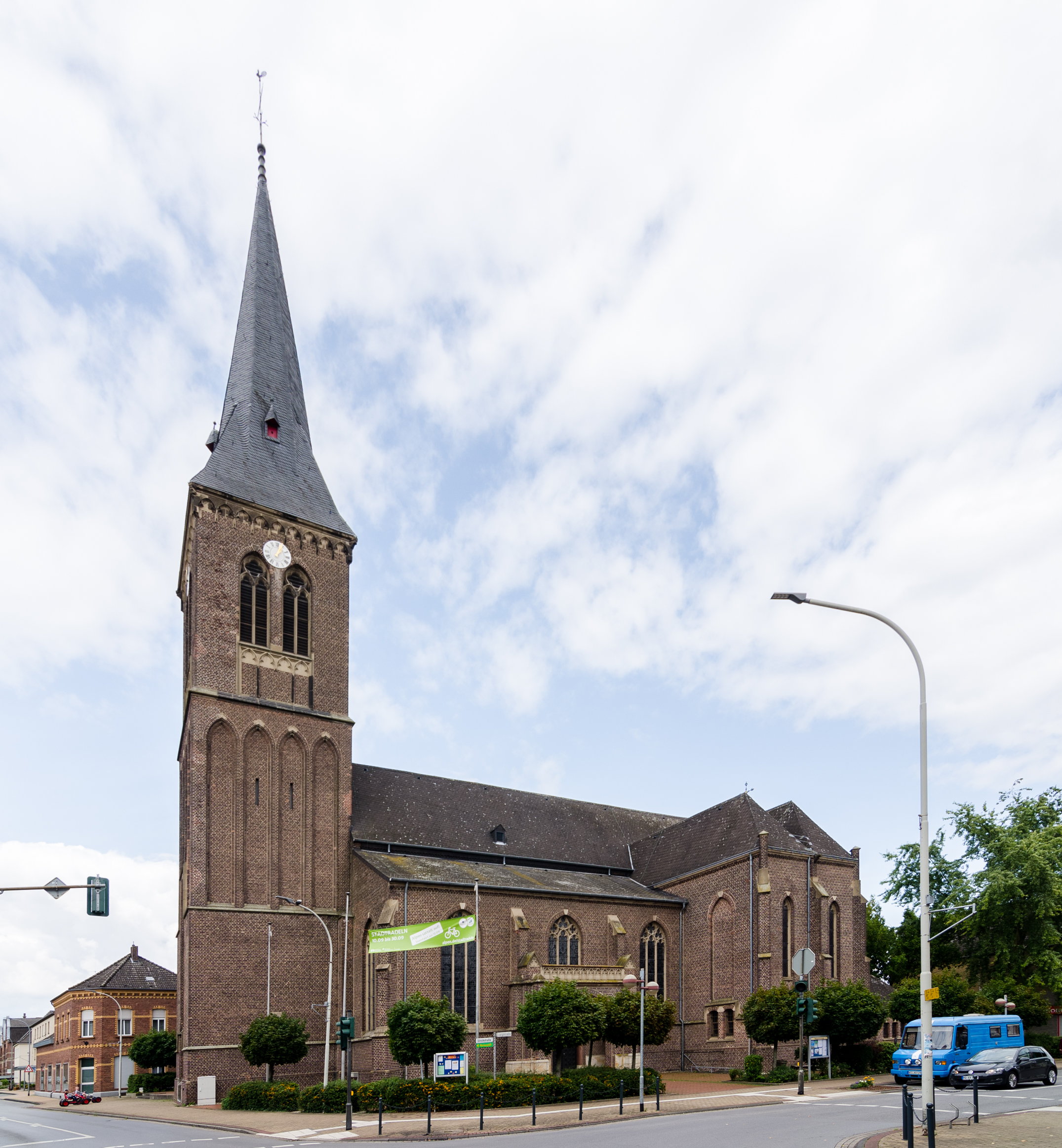
St. Ulrich, Südansicht (2017)

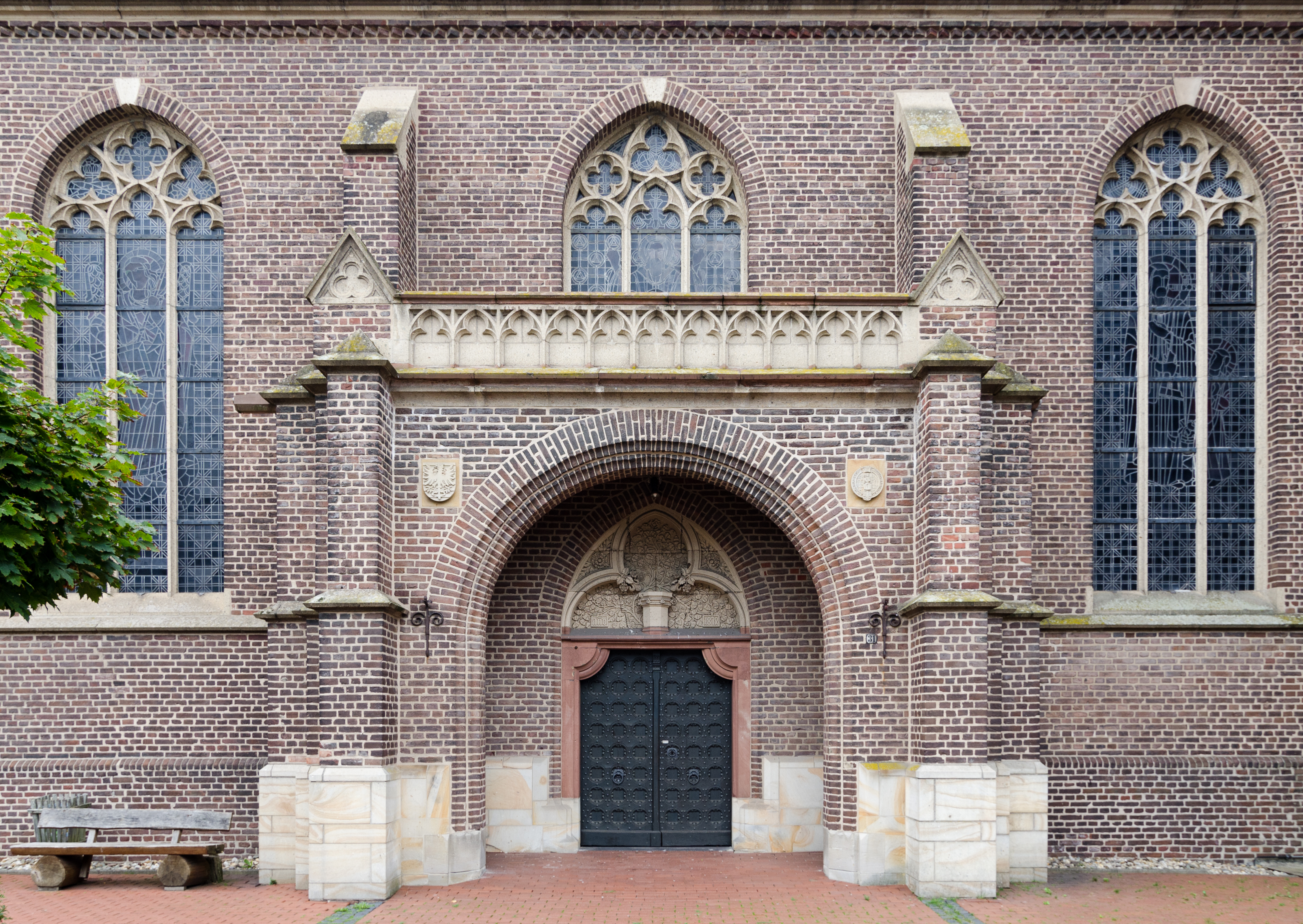
Hauptportal

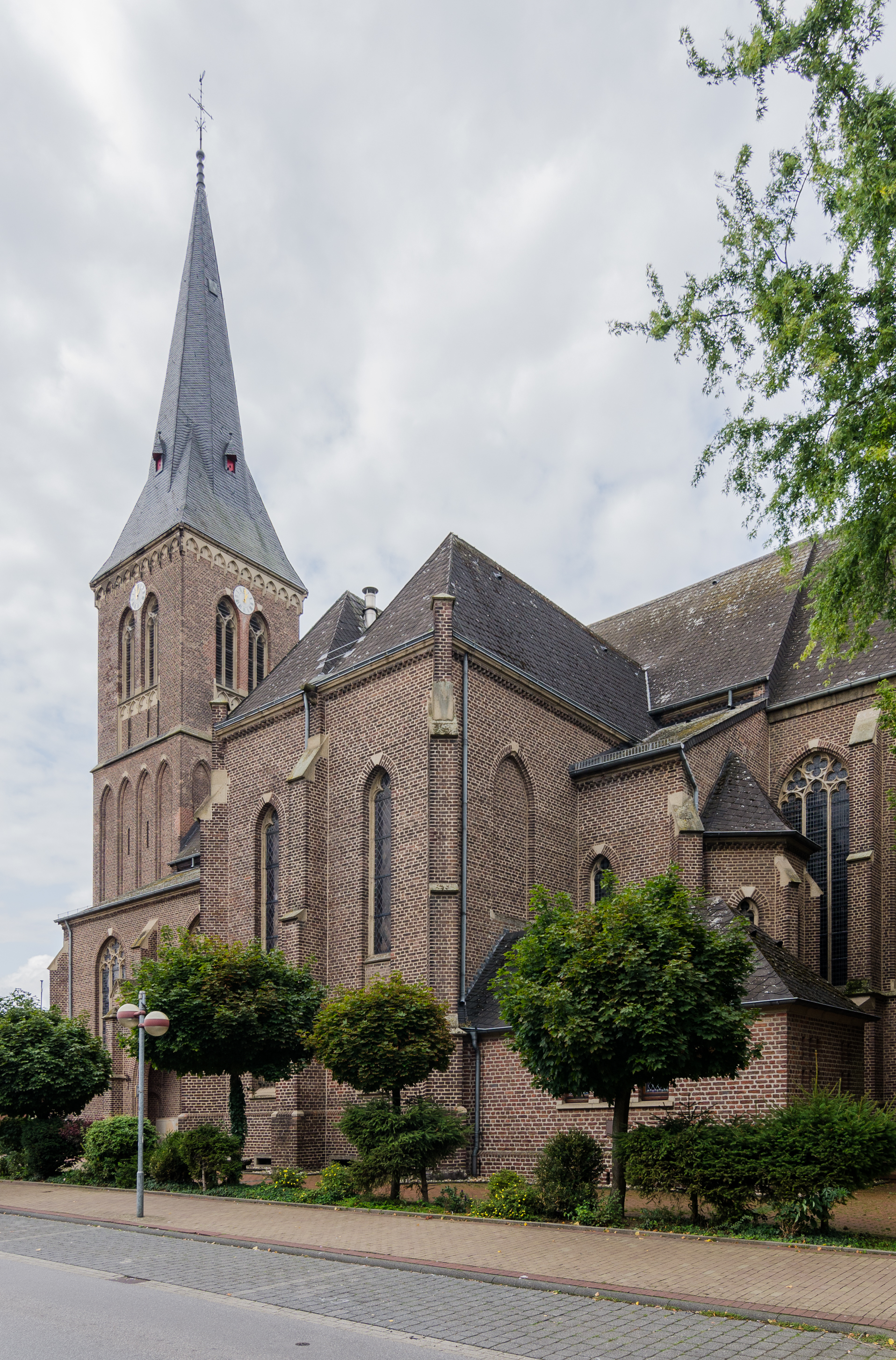
Ostansicht von der Burgstraße

Die katholische Pfarrkirche St. Ulrich ist ein denkmalgeschütztes Kirchengebäude in Alpen, einer Gemeinde im Kreis Wesel (Nordrhein-Westfalen).

## Geschichte und Architektur
Die ursprüngliche Ulrichkirche wurde erstmals um 1300 im Liber valoris erwähnt. Im Mittelalter lag sie westlich außerhalb der Stadtmauern. Sie wurde 1602 in einem Krieg zerstört, eine neue Pfarrkirche wurde dann 1650 innerhalb der Stadt errichtet.
Die dreischiffige, neugotische Stufenhalle mit einem Chor in 5/8-Schluss wurde von 1873 bis 1874 nach Plänen von Heinrich Wiethase errichtet. Die Kirche wurde in Backstein gemauert. Der seitlich vorgesetzte Turm wurde 1903 vollendet.

## Ausstattung
- Neugotische Altäre von F. Langenberg aus Goch
- Das Chorgestühl und die Beichtstühle wurde ebenfalls von F. Langenberg gebaut
- In den Fenstern sind seit 1940 und 1953 Glasmalereien von Hans Menke eingefasst.[2]
- Die gemalten Kreuzwegstationen stammen ursprünglich aus der Kirche St. Peter in Büderich